# Jeff Coulais
Jeff Coulais, né Jean-François Coulais, le 3 novembre 1972 à Paris, est un plongeur apnéiste, coach et entraîneur français. Il fait partie des pionniers de l'apnée sportive en Europe. Il est notamment l'auteur d'un record du monde en apnée dynamique en 1997.

## Biographie

### Jeunesse
Jeff Coulais pratique de nombreux sports dans sa jeunesse en Charente-Maritime.
Il devient champion départemental et régional de natation en 50 m papillon et relais 4 fois 100 m.
Il s'illustre aussi en athlétisme au sein de l'UNSS sur 1 500 m.
Compétiteur en BMX pendant quatre années, il est sélectionné pour les championnats de France en Race.
À 14 ans, il commence à explorer la plongée et la nage en apnée sur la côte basque et passe de la natation à la plongée sous-marine au club de Surgères où il est inscrit.
À 18 ans, il déménage à Niort et se plonge alors dans des études de yoga intensives avec Jacqueline Delime, suivant l'enseignement du Swami Shivananda.
Il s'entraîne à l'apnée et se forme au sauvetage, à la plongée subaquatique et au surf.

### Carrière sportive
En 1992, il ouvre la première section d’initiation et d’entraînement à l’apnée de la FFESSM en Atlantique sud à Niort.
En 1993, il intervient dans les stages d'apnée organisés par Patrick Farcy et Jean-Michel Pradon en Suisse et dans l'Est de la France pour y enseigner les apports du yoga dans l'apnée.
Cette même année Jeff Coulais déménage à Villefranche-sur-mer pour se rapprocher du milieu naissant de l'apnée en France : Roland Specker, Claude Chapuis, Andy Le Sauce. Il participe comme trésorier aux premiers bureaux directeurs de l’Association internationale pour le développement de l'apnée, fondée en 1992.
En 1994, il fonde Océanide, association loi de 1901 pour le développement et le soutien de l’apnée, du surf, du sauvetage et du yoga,,,,. Il entraîne des sportifs de haut niveau, dont Audrey Palma et Yoram Zekri (futur recordman du monde d'apnée en poids variable) et organise des stages d'apnée. En 1996, à Villefranche-sur-mer, Jeff Coulais reçoit en préparation aux championnats du Monde l'équipe nationale belge, avec Jean-Pol François. L’équipe terminera vice-championne du monde cette année-là.
En 1995, il devient le troisième juge historique de l'organisation AIDA.
En 2001, il crée l'école de surf Moana à Saint-Trojan-les-Bains sur l'île d'Oléron,,.
En 2011, il est recruté par le Subaqua Club de La Rochelle pour entraîner Sandrine Murbach, qui sera sacrée championne de France en apnée dynamique en 2014,,,,.
En 2016, il crée sur l'île de la Dominique Freediving Dominica, un centre d’apnée à Scott's Head avec Audrey Palma,. L'année suivante, le centre organise un stage avec le champion d'apnée Morgan Bourc'his,.
En 2019 le centre Freediving Dominica s'établit sur la plage de Purple Turtle dans la réserve marine de Portsmouth et devient Caribbean Freedom Diving, un centre apnée, Yoga, Janzu et surf,.
Jeff Coulais enseigne également la méditation subaquatique. Cette méditation se pratique en apnée, en immersion à une faible profondeur, en eau chaude, et met l'accent sur le moment de la reprise d'air en sortie d'eau, à réaliser en pleine conscience.

### Carrière extra-sportive
Entre 2009 et 2013, Jeff Coulais crée des performances artistiques : il utilise des bougies dans des photophores pour mettre en lumière des espaces naturels ou des éléments architecturaux.
Il se tourne vers l’écologie et organise entre 2001 et 2020 « Le Festival de la Détente » en Charente-Maritime ainsi que la journée « Tribute to Ocean » en 2010 avec l'exposition « L'esprit du Surf » dans le Pays Basque.

### Invention de la ceinture OB1
Jeff Coulais a inventé une ceinture de plongée qui se ferme à l'aide d'une bande auto-agrippante : cela permet au plongeur de l'ajuster avec précision et offre de la rapidité au largage dans les situations d'urgence,,,,.
Pour sa commercialisation Jeff Coulais a nommé sa création OB1 faisant référence au "obi" et le chiffre "1" évoquant la seconde nécessaire pour larguer la ceinture avec une main.
La ceinture OB1 est utilisée dans de grandes écoles d'apnée, notamment la Bluenery Academy de Guillaume Néry, ou encore Abyss Garden de Benoit Canell.

## Palmarès
En 1995, Jeff remporte le "Défi Jeunes" du ministère des Sports et de la Jeunesse, avec le projet d'atteindre l'année suivante la profondeur de -107 m au moyen d'une gueuse de sa fabrication,.

## Statistiques

### Record
Avec les conseils de Richard Fornès et la surveillance de Frédéric Rivaud (maître-nageur), Jeff Coulais établit le 28 mai 1997 un record du monde AIDA (Association internationale pour le développement de l'apnée) en apnée dynamique, en bi-palmes, en bassin de 25 m, avec 150 mètres parcourus en 1 minute 51 secondes,.

## Ouvrages
En 1991, Jeff Coulais rédige un livret pédagogique de formation au yoga pour l’apnée Yoga et Apnée pour la FFESSM. Patrick Farcy en écrit la préface.
Jeff Coulais travaille en collaboration avec l'apnéiste Audrey Palma pour la rédaction du livre Apnée : Comment la vie est devenue un sport extrême, édité en 2018.
En 2022, il contribue à l'ouvrage Ma Bible de la Méditation d'Isabelle Célestin-Lhopiteau aux éditions Leduc.